# Jan Knibbe
Jan Knibbe, actif à Bruxelles à la fin du XIVe siècle, est un poète en langue moyen-néerlandaise.

## Deux poèmes funèbres
Ce poète, dont on peut retracer l'origine par le biais de ses poèmes, a composé habilement deux lamentations rehaussées d'allégories héraldiques : l'une sur la mort du comte de Flandre, Louis de Male, survenue le 9 janvier 1384, l'autre sur celle du duc de Brabant, Venceslas Ier de Luxembourg, survenue le 7 décembre 1383.  On ignore si ces poèmes à la fois funèbres et héraldiques lui avaient été commandés et, le cas échéant, s'il les a composés pour le compte de la ville ou pour celui des autorités brabançonnes.
Dans ces poèmes héraldiques, dont la structure est abab bcbc, le libaert de Flandre et le lion de Brabant se lamentent, tandis que des figures allégoriques de femmes, représentant la justice, la bonne foi, la patience et le deuil sincère posent des actes réconfortants.  Ce genre de poésie d'apparat est peu représenté dans la littérature moyen-néerlandaise.  Hofdijk désigne leur auteur comme le poète élégiaque des princes.

## Ressources

### Œuvre
Deux poèmes funèbres, notés dans le manuscrit Van Hulthem (vers 1410) :
- (nl) Die Claghe van den Grave van Vlaenderen, (160 vers) ;
- (nl) Die Claghe van Wenceslaus, (128 vers).

### Éditions
- (nl) Willems, Jan Frans.  « Klaeglied op het overlyden van hertog Wencelyn van Braband », Oude Vlaemsche liederen ten deele met de melodiën, 1846, p. 44-48.
- (nl) Willems, Jan Frans.  « Die claghe vanden grave van Vlaenderen », Vaderlandsch Museum voor Nederduitsche letterkunde, oudheid en geschiedenis, 1855, p. 303-308.

### Sources
- (nl) Hofdijk, Willem Jacobszoon.  Geschiedenis der Nederlandsche letterkunde, Amsterdam, Gebroeders Kraay, 1857, p. 103-104.
- (nl) Lievens, Robrecht.  « Knibbe, Jan  », De Nederlandse en Vlaamse auteurs van middeleeuwen tot heden met inbegrip van de Friese auteurs (réd. Gerrit Jan van Bork et Pieter Jozias Verkruijsse), Weesp, De Haan, 1985, p. 322.
- (nl) Serrure, Constant-Philippe (réd.).  « Kleine gedichten uit de dertiende en veertiende eeuw », Vaderlandsch museum voor Nederduitsche letterkunde, oudheid en geschiedenis, 1er vol., Gand, C. Annoot-Braeckman, 1855, p. 298.
- (nl) Willems, Jan Frans (réd.).  Belgisch museum voor de Nederduitsche tael- en letterkunde en de geschiedenis des vaderlands, 1er vol., Gand, Maatschappij tot Bevordering der Nederduitsche Taal- en Letterkunde, 1837, p. 346-347.

### Littérature
- (nl) Eeghem (van), Willem.  Nationaal Biografisch Woordenboek, 5, 1972.